# Trips
Ne doit pas être confondu avec TRIPS, Trip dans le réel ou Thrips.
Trips (titre original : Trips - « Balades ») est une nouvelle de science-fiction publiée en 1974 et écrite par Robert Silverberg.

## Parutions

### Parutions aux États-Unis
La nouvelle est parue aux États-Unis en 1974 dans Final Stage : The Ultimate Science Fiction Anthology (anthologie composée par Edward L. Ferman et Barry N. Malzberg), éditions Charterhouse.
Elle a été dernièrement publiée dans l'anthologie Other Worlds Than These (2012).

### Parutions en France
La nouvelle est parue en France :
- en 1976 dans le recueil Trips, édition Calmann-Lévy, collection Dimensions SF n°23  (ISBN 2-7021-0168-2) ;
- en 1980 dans le recueil Trips, édition J'ai lu, n°1068  (ISBN 2-277-21068-4).

Elle a ensuite été publiée dans l'anthologie Les Jeux du Capricorne (septembre 2002), avec une réédition chez J'ai lu en 2005. Elle est l'une des 124 meilleures nouvelles de Silverberg sélectionnées pour l'ensemble de recueils Nouvelles au fil du temps, dont Les Jeux du Capricorne est le deuxième tome.

### Parutions dans d'autres pays européens
La nouvelle a aussi été publiée :
- aux Pays-Bas sous le titre Trips (1977)[3] ;
- en Italie sous le titre Viaggi (1977)[4] ;
- en Allemagne sous le titre Weltenwanderer (1982)[5].

## Résumé
Christopher Cameron est un voyageur d'un genre inattendu : il voyage à travers des univers parallèles d'une Californie qui, à chaque nouveau voyage, présente un visage différent. Le lecteur ignore exactement comment il voyage. 
Le fait est que Christopher visite, au cours du récit, plusieurs univers parallèles : une Californie où les habitants sont obsédés par la Patagonie ; une Californie désertique sans être humain ; une Californie où il rencontre son double en cow boy ; une Californie envahie par les Mongols ; une Californie ravagée par une guerre nucléaire. Un des voyages les plus dérangeants est une Californie où le président Roosevelt ne s'est pas représenté à l’élection présidentielle américaine de 1940 et où un président neutraliste a été élu, qui n'a pas engagé de guerre contre l'Allemagne nazie et dont la flotte n'a pas été attaquée par les Japonais à Pearl Harbor. Les États-Unis sont fondamentalement restés un peuple de fermiers et ont stagné, économiquement et culturellement. En cette année 1974, le président John Fitzgerald Kennedy dirige une nation peu évoluée qui reçoit avec les honneurs le führer Hermann Göring. Christopher décide d'aller rencontrer son épouse Elizabeth. Il trouve son adresse sur un annuaire et va la voir. Elle est célibataire et le reçoit poliment. Ils ont un entretien qui se solde par une incompréhension. Elle le trouve dérangeant, effrayant, dangereux. 
Il poursuit ses voyages. Il accède à une Californie dirigée par des robots policiers ; une Californie médiévale ; une Californie dissoute dans un nuage mystérieux ; une Californie où on le prend pour un dieu vivant. Il arrive enfin à la Californie qu'il connaît si bien. Les maisons sont normales, les gens sont normaux, Elizabeth est là et l’attend. Il apprend qu'il ne s'est absenté, dans le temps relatif de son épouse, que trois jours, alors que lui a vécu des mois, si ce n’est des années, de temps subjectif. Alors qu'il s'apprête avec son épouse à aller dîner au restaurant, il découvre qu'il n'est pas vraiment arrivé dans « sa » Californie : un autre Christopher Cameron, qui voyage aussi dans des univers parallèles, est là devant lui. Les deux hommes sympathisent immédiatement mais Christopher refuse d'être hébergé chez son double. 
L'aventure l'attend, il veut repartir en avant. Comme cela est dit à plusieurs reprises dans la nouvelle, « c'est le voyage, non l'arrivée, qui compte ».